# Малышев, Юрий Николаевич
Ю́рий Никола́евич Ма́лышев (1 сентября 1939, Воронеж — 5 сентября 2022, Москва) — советский и российский учёный-горный инженер, специалист в области горнодобывающей промышленности, заслуженный деятель науки и техники Российской Федерации (1994), академик РАН (2011), президент Академии горных наук, директор (2012—2015), с 2015 года — президент Государственного геологического музея им. В. И. Вернадского. Лауреат Государственной премии Российской Федерации (1992), премий премий Правительства Российской Федерации (2001), Совета Министров СССР (1984) и Ленинского комсомола (1990).

## Биография
Родился 1 сентября 1939 года в Воронеже, в семье Николая Матвеевича (главный инженер завода) и Берты Львовны (медсестра).
Детство провёл в Алма-Ате, окончил 9 классов средней школы № 16.
В 1956 году начал работать подкатчиком на Шахте им. Ворошилова в Прокопьевске.
Поступил на Горный факультет Сибирского металлургического института, перешёл в Кемеровский горный институт (окончил в 1963 году).
С 1963 года работал на шахтах в Кузбассе на различных должностях: инженером шахты «Зыряновская» (Новокузнецк), зам техдиректора «Гидроугля» (1975—1978), главным инженером объединения «Гидроуголь» (1978—1980).
В 1980—1989 годах — технический, генеральный директор Производственного объединения «Южкузбассуголь».
В 1977 году защитил кандидатскую (тема — «Исследование трудоёмкости очистных работ в целях совершенствования технологических схем и режимов работы комплексно-механизированных очистных забоев»), в 1987 году — докторскую диссертацию.
В 1989—1993 годах — директор Института горного дела им. А. А. Скочинского, одновременно в 1991—1993 годах — председатель Комитета угольной промышленности Министерства топлива и энергетики России.
В 1993—1997 годах — генеральный директор Российской угольной компании — ОАО «Компания „Росуголь“» (компания была расформирована в 1997 году)).
В 1994 году был избран членом-корреспондентом РАН. В декабре 2011 года был избран действительным членом РАН по отделению наук о Земле.
С 1997 года — президент Союза углепромышленников России. Президент Академии горных наук, президент Союза промышленников и предпринимателей угольной промышленности. Академик Российской и Международной инженерных академий, Академии «Восток-Запад». Председатель совета директоров «Руссобанка».
C 1999 года — президент Некоммерческого Партнёрства «Горнопромышленники России».
В 2010—2015 годах — директор Государственного геологического музея им. В. И. Вернадского РАН. C 2015 года — президент Музея.
Был в редакционном совете журналов «Уголь» и «БЕРГ-Привилегия».
Скончался 5 сентября 2022 года в Москве. Похоронен 9 сентября на Троекуровском кладбище (уч. 6).

## Членство в организациях
- 2011 — Действительный член РАН — Отделение наук о Земле. Член-корреспондент (1994—2011) — Отделение геологии, геофизики, геохимии и горных наук (горные науки).
- Член Инженерной Академии Югославии
- Член-корреспондент Международной инженерной академии
- Член редакционного совета журналов «Берг-привилегии» и «Уголь»
- Почётный член Национальной Академии Горных Наук Казахстана
- Почётный член Национальной академии наук Республики Казахстан

## Награды и звания
- 1999 — Орден «За заслуги перед Отечеством» III степени (3 сентября 1999) — за большой вклад в развитие горной науки и угольной промышленности Российской Федерации[9].
- 2010 — Орден Почёта (29 июня 2010) — за достигнутые трудовые успехи и многолетнюю добросовестную работу[10].
- 2016 — Орден Дружбы (14 мая 2016) — за заслуги в развитии науки, образования, подготовке квалифицированных специалистов и многолетнюю плодотворную работу[11]
- Медаль «В ознаменование 100-летия со дня рождения Владимира Ильича Ленина».
- 1984 — Премия Совета Министров СССР, за разработку и использование анкерной крепи на шахтах.
- 1990 — Премия Ленинского комсомола, за разработку темы «Производительный труд — фактор становления личности школьника».
- 1992 — Государственная премия Российской Федерации, за разработку и внедрение в угольной промышленности композитных материалов и ресурсосберегающих технологий и оборудования.
- 2001 — Премия Правительства Российской Федерации в области науки и техники, за анализ и оценку материально-сырьевой базы угольной промышленности России.
- Заслуженный деятель науки Российской Федерации.
- Офицерский Крест «Орден Заслуг перед Республикой Польша».
- Орден «Святого Даниила Московского» II и III степеней.
- 1998 — Золотая медаль Рудольфа Дизеля Немецкого института изобретений.
- Знак «Шахтёрская слава», полный кавалер.
- Орден преподобного Сергия Радонежского III степени.
- Патриарший знак святой великомученицы Варвары I степени.
- Золотой Знак «Горняк России» НП «Горнопромышленники России».
- Орден «За доблестный шахтёрский труд» (Кемеровская область) I степени.
- Международная медаль Всемирного горного конгресса имени Крупинского.
- 2017 — Почётная грамота Президента Российской Федерации (24 октября 2017).

### Авторские свидетельства
- Фронтальный агрегат. А.с. 690179 (СССР) // Б.И. 1979. № 37. Бурчаков А.С, Экбер Б. Я. и др.
- Гидравлическая система программного управления стреловидным рабочим органом. А.с. 767347 (СССР) // Б.И. 1980. № 36.
- Способ разворота очистного механизированного комплекса. А.с. 810983 (СССР) // Б.И. 1981. № 9. Бурчаков А. С., Федунец Б. И. и др.
- Фронтальный агрегат. А.с. 823569 (СССР) // Б.И. 1981. № 15. Бурчаков А. С., Экбер Б. Я. и др.
- Способ разворота механизированного очистного комплекса. А.с. 829969 (СССР) // Б.И. 1981. № 18. Бурчаков А. С., Федунец Б. И. и др.
- Устройство для пылеподавления и локализации взрывов пыли и газа в выработке. А.с. 1062404 (СССР) // Б.И. 1983. № 47. Мясников А. А., Попков М. П. и др.
- Способ крепления горной выработки. А.с. 1090878 (СССР) // Б.И. 1984. № 17. Колокольцев Т., Шапочкин Ю. Я. и др.
- Проходческий комбайн. А.с. 1097788 (СССР) // Б.И. 1984. № 22. Аносов В. В., Долгополов М., Ткачук М. Ф. и др.
- Способ снижения эндогенной пожароопасности выработанного пространства. А.с. 1102981 (СССР) // Б.И. 1984. № 26. Евсеев B.C., Миллер Ю. А., Дожков Ю. И. и др.
- Способ возведения анкерной крепи. А.с. 1108214 (СССР) // Б.И. 1984. № 30. Лидер В. А., Широков А. П., Петров А. И. и др.
- Способ управления газовыделением из выработанного пространства. А.с. 1114700 (СССР) // Б.И. 1984. № 35. Попков М. П., Попков Е. М.
- Способ проведения выработки при разработке газоносных угольных пластов. А.с. 1117405 (СССР) // Б.И. 1984. № 37. Аладышев В. П., Кругликов В., Леман А. А. и др.
- Способ снижения эндогенной пожароопасности выработанного пространства. А.с. 1121458 (СССР) // Б.И. 1984. № 40. Ялевский В. Д., Мясников А. А., Попков М. П. и др.
- Способ снижения эндогенной пожароопасности выработанного пространства. А.с. 1208268 (СССР) // Б.И. 1986. № 4. Ялевский В. Д., Попков М. П. и др
- Способ разворота механизированного очистного комплекса. А.с. 1218113 (СССР) // Б.И. 1986. № 10. Бурчаков А. С., Килячков А. П., Ялевский В. Д. и др.
- Способ проведения спаренных горных выработок. А.с. 1221353 (СССР) // Б.И. 1986. № 12. Аладышев В. П., Брайцев А. В.
- Способ разворота механизированного очистного комплекса. А.с. 1219816 (СССР) // Б.И. 1986. № 14. Бурчаков А. С., Килячков А. П., Михеев О. В. и др.
- Способ разворота очистного механизированного комплекса. А.с. 1227816 (СССР) // Б.И. 1986. № 16. Бурчаков А. С., Килячков А. П., Михеев О. В. и др.
- Способ разработки пологих и наклонных газоносных угольных пластов. А.с. 1239327 (СССР) // Б.И. 1986. № 23. Бурчаков А. С., Ялевский В. Д. и др.
- Способ управления газовыделением из выработанного пространства. А.с. 1239365 (СССР) // Б.И. 1986. № 23. Попков М. П., Мясников А. А. и др.
- Способ проведения подготовительной выработки. А.с. 1257219 (СССР) // Б.И. 1986. № 34. Аладышев В. П., Загородний А. А.
- Способ проведения слоевых выработок. А.с. 1265332 (СССР) // Б.И. 1986. № 34. Аладышев В. П., Ялевский В. Д. и др.
- Способ предупреждения эндогенных пожаров в шахтах. А.с. 1267005 (СССР) // Б.И. 1986. № 40. Белавенцев Л. П., Скрицкий В. А. и др.
- Способ подготовки выемочных столбов мощных угольных пластов. А.с. 1270333 (СССР) // Б.И. 1986. № 42. Аладышев В. П., Горбачев Д. Т. и др.
- Шахтная затяжка. А.с. 1270351 (СССР) // Б.И. 1986. № 42. Найдов М. И., Шахматов В. Я. и др.
- Секция механизированной крепи. А.с. 1332034 (СССР) // Б.И. 1987. № 31. Фокин Ю. С., Пиягин В. И. и др.
- Резец вращательного бурения. А.с. 1377365 (СССР) // Б.И. 1988. № 8. Воронов Н. Н., Лидер В. А. и др.
- Секция присечной крепи. А.с. 1402674 (СССР) // Б.И. 1988. № 22. Бурчаков А. С., Магдыч В. И. и др.
- Способ слоевой разработки мощных пологих угольных пластов. А.с. 1411472 (СССР) // Б.И. 1988. № 27. Аладышев В. П., Пензин В. И. и др.
- Способ вскрытия, подготовки и разработки угольных пластов. А.с. 1452997 (СССР) // Б.И. 1989. № 3. Попков М. П., Ялевский В. Д. и др.
- Способ разработки пологих и наклонных угольных пластов. А.с. 1452998 (СССР) // Б.И. 1989. № 3. Попков М. П., Ялевский В. Д. и др.
- Способ вскрытия пологих и наклонных угольных пластов. А.с. 1456569 (СССР) // Б.И. 1989. № 5. Ялевский В. Д., Попков М. П. и др.
- Способ подготовки пологих угольных пластов. А.с. 1456570 (СССР) // Б.И. 1989. № 5. Ялевский В. Д., Попков М. П. и др.
- Способ разворота механизированного комплекса. А.с. 1460267 (СССР) // Б.И. 1989. № 7. Бурчаков А. С., Михеев О. В. и др.
- Механизированная крепь для слоевой выемки мощных пластов. А.с. 1460310 (СССР) // Б.И. 1989. № 7. Аладьппев В. П., Баринов В. И., Голубкин М. В., Найдов М. И., Пензин В. И., Плотников A.M.
- Способ разработки шахтного поля пологих угольных пластов, имеющих выход под наносы. А.с. 1461931 (СССР) // Б.И. 1989. № 8. Попков М. П., Ялевский В. Д. и др.
- Способ предупреждения эндогенных пожаров. А.с. 1465603 (СССР) // Б.И. 1989. № 10. Мурашев В. И., Маевская В. М. и др.
- Способ подготовки и разработки пологих пластов полезных ископаемых из открытой горной выработки. А.с. 1467187 (СССР) // Б.И. 1989. № 11. Попков М. П., Ялевский В. Д. и др.
- Способ выемки мощных пластов. А.с. 1498921 (СССР) // Б.И. 1989. № 29. Куракин A.M., Потапенко В. А. и др.
- Способ управления газовыделением при разработке свиты пластов. А.с. 1543078 (СССР) // Б.И. 1990. № 6. Мурашев В. И., Попков М. П. и др.
- Способ проветривания уклонных полей, отрабатываемых длинными столбами по простиранию. А.с. 1546659 (СССР) // Б.И. 1990. № 8. Быкова З. С., Попов В. Б. и др.
- Способ поддержания подготовительных выработок при отработке смежных выемочных столбов. А.с. 1578334 (СССР) // Б.И. 1990. № 26. Грицаюк Б. И., Потапенко В. А. и др.

## Память
- В Государственном геологическом музее имени В. И. Вернадского РАН проводятся научные Чтения посвящённые памяти Ю. Н. Малышева (совместно с ОНЗ РАН, Федеральным агентством недропользования РФ и Российским геологическим обществом)[14]